# Römische Mythologie

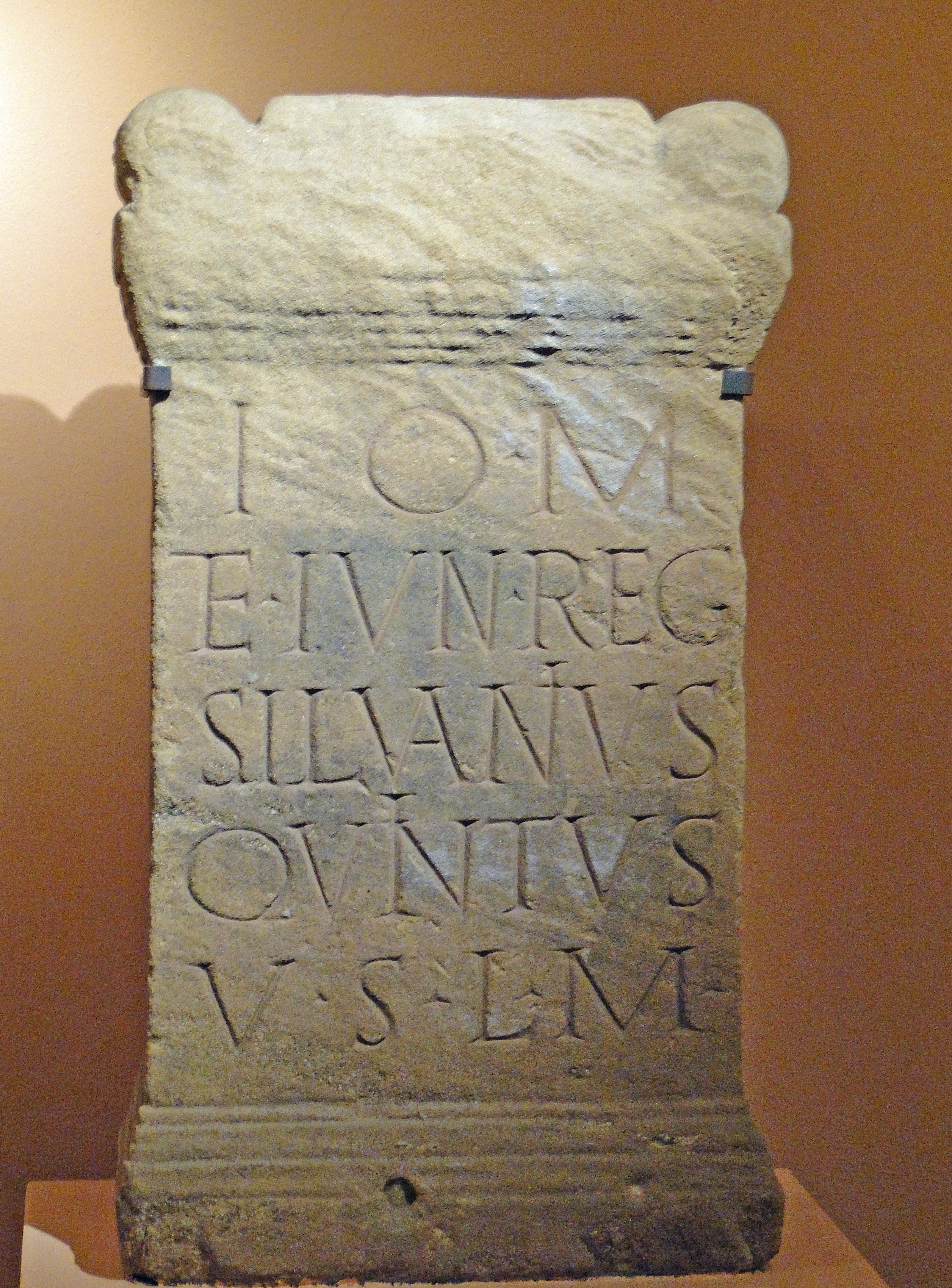
Weihe-Altar zu Ehren von Jupiter und Juno im Historischen Museum der Pfalz in Speyer

Die römische Mythologie beschäftigt sich mit den Vorstellungen der antiken römischen Mythographen über die Welt der Götter und Heroen. Die ursprüngliche römische Bauernreligion wurde vornehmlich von Personifikationen der Natur und von Naturereignissen beherrscht (z. B. Tellus „Erde“, Ops „Ernte“, Ceres „Feldfrüchte“). Erst ab dem 5. Jahrhundert v. Chr. begannen die Römer unter dem vermittelnden Einfluss der Etrusker, die Götterwelt der Griechen zu importieren. So entsprechen etliche Gestalten des römischen Götterhimmels denen der griechischen Mythologie, doch ist die römische Mythologie nicht so stark wie die griechische mit Göttern und Heroen bevölkert. Die Gleichsetzung fremder Götter mit eigenen, die so genannte Interpretatio Romana, wurde zum besonderen Charakteristikum des römischen Umgangs mit fremden Kulten und Religionen. Durch die Christianisierung des Römischen Reiches verschwand der Glaube an diese Götter ab dem 4. Jahrhundert nach und nach.

## Die römischen Götter
Der römische Götterhimmel war umfangreich und umfasste neben den Göttern auch noch Geisterwesen, Personifikationen, Halbgötter und auch viele Ungeheuer. Hierzu traten noch zahlreiche Gottheiten, die in den Provinzen verehrt wurden oder deren Verehrung über die Provinzen in das Römische Reich gelangte.
Die Römer befürchteten sehr, dass man einen Gott vergessen könnte. So verehrten sie die Novensiles, also kollektive Gottheiten von dunkler Bedeutung, was den Historiker Cincius Alimentus zu folgender Erklärung veranlasste:

„Die Römer pflegten den Götterglauben der unterworfenen Städte teils privat in den Familien zu verbreiten, teils zum Staatskult zu erheben. Damit nicht einer der Götter aufgrund der Zahl oder, weil er unbekannt wäre, übergangen würde, wurden sie kurzerhand alle zusammengefasst und mit dem einen und gleichen Namen ‚Novensiles‘ bezeichnet.“

Andere römische Historiker widersprachen dieser Herleitung von dem Wort „novus“ und legten das Wort „novem“ ihrer Erklärung zu Grunde: Es habe sich um neun Götter oder neun Musen gehandelt.

### Kult
Der Kult sah die Opferung von Tieren, Pflanzen und anderen Dingen vor. Hierbei musste der Ritus genau beachtet werden, da jeder Fehler den Zorn der Gottheit hervorrufen würde und nach einem Sühneopfer erneut vollzogen werden musste. Bereits ein Versprecher im Text reichte aus, um Gefahren heraufzubeschwören. Eine wichtige Rolle spielten auch Vorzeichen und Weissagungen. Diese waren teils mit den Opfern verknüpft; so wurde z. B. aus den Organen der geopferten Tiere herausgelesen, ob die Götter ein Vorhaben begünstigten. Auch die Beobachtung des Vogelflugs diente diesem Zweck. An der Spitze der Priester stand der Rex sacrorum, die Pontifices, in welchen die Flamines zusammengefasst waren und die Vestalinnen. Neben den genannten gab es noch zahlreiche Kollegien (Auguren, Haruspices, Quindecimviri, Septemviri) und Kultvereine (Arvalbrüder, Fetialen, Luperci, Salier, Titier, Augustales Claudiales, Augustales Flaviales, Augustales Hadriani, Augustales Antoniani).
Auch der Wohnsitz und das Haus der römischen Familie waren Orte, an denen Riten vollzogen wurden, siehe hierzu Genius loci, Laren und Penaten.

### Dei Consentes

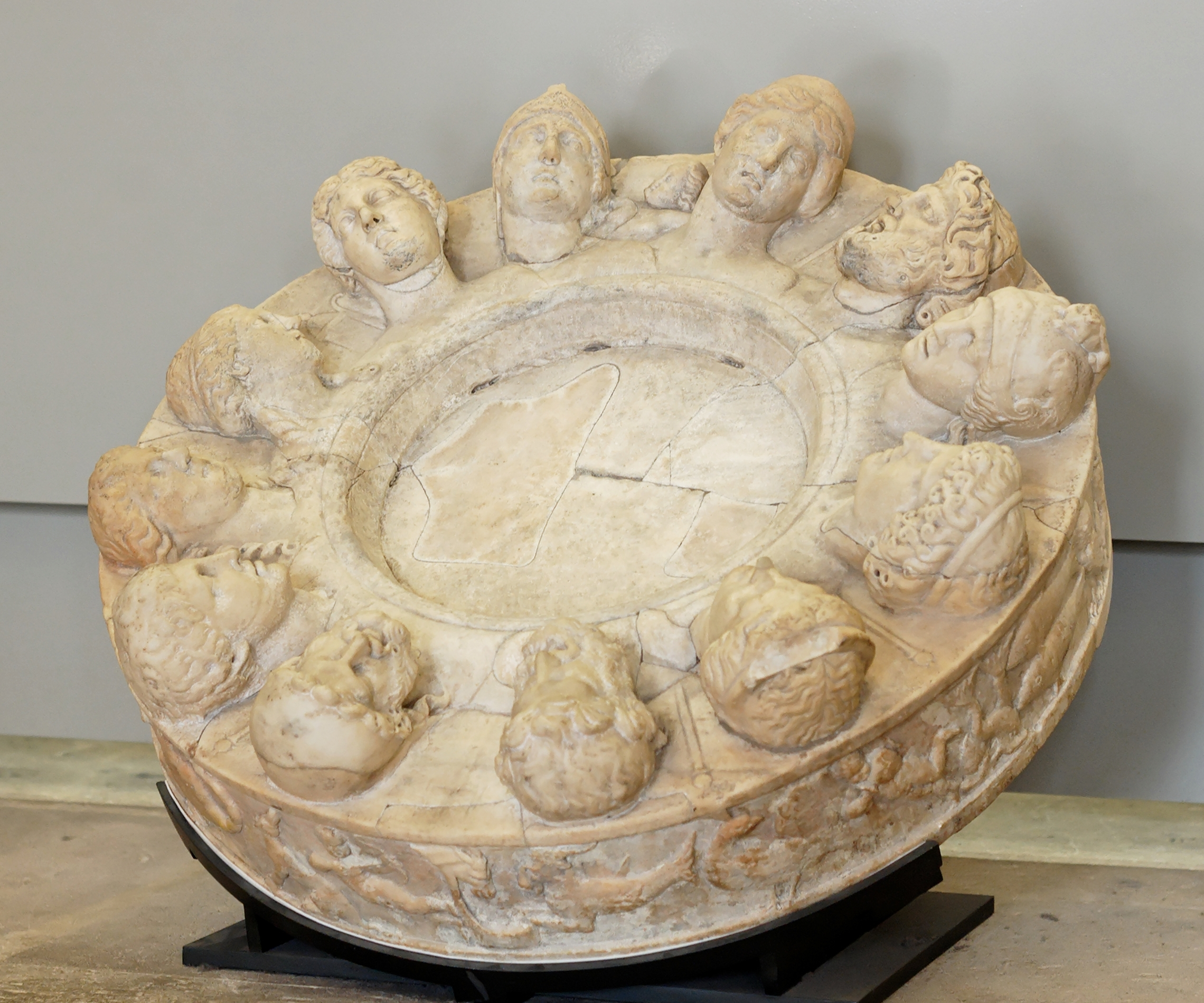
Zwölf-Götter-Altar im Louvre

Besonders verehrt wurden die zwölf Dei Consentes. Zu ihren Ehren gab es auf dem Forum Romanum einen gemeinsamen Tempel, die Porticus Deorum Consentium. Die Etrusker verehrten eine Zwölfzahl von obersten Göttern, identifiziert wurden die römischen Götter aber mit den olympischen Göttern der Griechen. Man bezeichnet die ursprünglichen Götter heute als Dei ingentes und deren Nachkommen Dei novensiles.
Es gab keine festgelegte Rangfolge (abgesehen davon, dass Jupiter der oberste Gott und Juno die oberste Göttin waren). Livius nennt an einer Stelle folgende Paare männlicher und weiblicher Gottheiten: Jupiter – Juno, Neptun – Minerva, Mars – Venus, Apollo – Diana, Vulcanus – Vesta, Mercurius – Ceres. Ennius gibt folgende Reihenfolge: Juno, Vesta, Minerva, Ceres, Diana, Venus, Mars, Mercurius, Jupiter, Neptun, Vulcanus, und Apollo. Die folgende Tabelle orientiert sich an Livius:
| römisch  | griechisch | Funktion | Kennzeichen                                                  |
| -------- | ---------- | --- | ------------------------------------------------------------ |
| Jupiter  | Zeus       | Göttervater, zuständig für Blitz, Donner und Luft | Adler, Blitzbündel, Zepter                                   |
| Juno     | Hera       | Familien-Göttin, zuständig für Hochzeit, Ehe, Mutterschaft und Geburt, Helferin in den Nöten der Entbindung                                                                       | Pfau, königliches Diadem                                     |
| Neptun   | Poseidon   | Gott des Meeres, der Erdbeben und Pferde | Dreizack, Streitwagen, Pferd                                 |
| Minerva  | Athene     | jungfräuliche Göttin der Weisheit, Schutzherrin der Helden, der Städte, des Ackerbaus, der Künste und Wissenschaften, des Handwerks, des (strategischen) Krieges und des Friedens | Helm, Schild, Lanze und Eule                                 |
| Mars     | Ares       | Gott des zerstörerischen Krieges und der Schlachten | Schwert, Schild, Helm                                        |
| Venus    | Aphrodite  | Göttin der Liebe und der Schönheit | Taube, Muschel, Gürtel, Spiegel, Rose                        |
| Apollo   | Apollon    | Gott der Poesie, des Lichtes, der Mäuse, der Pest und der Prophetie | Kithara (Saiteninstrument), Pfeil und Bogen                  |
| Diana    | Artemis    | jungfräuliche Göttin der Jagd und des Mondes | Pfeil und silberner Bogen, Köcher, Hirschkuh, Mondsichel     |
| Vulcanus | Hephaistos | Gott der Vulkane, des Feuers und der Schmiedekunst | Schmiedehammer bzw. -zange, Pilos (Handwerkerkappe)          |
| Vesta    | Hestia     | jungfräuliche Göttin des Herdfeuers und der Familieneintracht | Flamme                                                       |
| Merkur   | Hermes     | Gott der Diebe, des Handels und der Reisenden; Götterbote | Petasos oder Flügelhelm, Hermesstab, Flügelschuhe, Geldbörse |
| Ceres    | Demeter    | Erdgöttin, Fruchtbarkeitsgöttin | Ähren, Fackel                                                |

### Weitere römische Götter
- Acca Larentia – Amme von Romulus und Remus
- Aiolus – Gott der Winde, gr. Aiolos
- Aesculapius – Gott der Heilkunst, gr. Asklepios
- Alemonia – Sie soll das ungeborene Kind nähren, dass es voll entwickelt geboren werden kann.
- Amor – Gott der Liebe, gr. Eros
- Anna Perenna – Göttin des Frühlings und des jungen Jahrs
- Aurora – Göttin der Morgenröte, gr. Eos
- Bellona – Göttin des Krieges und des Kampfes
- Bona Dea – Göttin der Fruchtbarkeit, Heilung, Jungfräulichkeit und Frauen
- Bubona – Schutzgöttin der Ochsen und der Rinderzucht
- Cardea – Göttin der Gesundheit, der Schwellen, der Türscharniere und der Türgriffe
- Carmenta, Nicostrata – Göttin der Weissagung und der Geburt
- Carna – Göttin des Herzens und der inneren Organe
- Consus – Gott der eingebrachten Ernte
- Dea Dia – Göttin des Wachstums
- Epona – Göttin der Pferde
- Faunus – Gott der Wälder und Weiden, gr. Pan
- Feronia – Frühlings- und Erdgöttin
- Flora – Göttin der Blumen und Blüten
- Fons – Gott der Quellen, Brunnen und fließenden Gewässer
- Fortuna – Göttin des Glücks und des Zufalls, gr. Tyche
- Furien – die Rachegöttinen oder griechisch Erinyen
- Furrina – Göttin der Diebe
- Hercules – Heil- und Orakelgott, Beschirmer der Sportstätten, gr. Herakles
- Janus – zweigesichtiger Gott des Anfangs und des Endes, der Ein- und Ausgänge, der Türen und der Tore
- Laverna – Schutzgöttin der Diebe und Betrüger
- Levana – Schutzgöttin der Neugeborenen
- Liber, auch Liber pater, Gott der vegetativen und der animalischen Befruchtung, später meist als Bacchus angerufen, gr. Dionysos
- Luna – Göttin des Mondes, gr. Selene
- Maia – Mutter des Hermes, gr. Maia
- Moneta – Göttin, die die Herstellung der Münzen überwachte
- Mutunus Tutunus – Gott der Hochzeitsfeier
- Ops – Gattin des Saturnus, Mutter von Jupiter, gr. Rhea
- Pales – Göttin der Weide und der Hirten
- Picus – Gott der Felder und Wälder, Sohn des Saturnus
- Pluto – Herrscher der Unterwelt, gr. Hades
- Plutus – Gott des Reichtums
- Pomona – Göttin des Obstsegens
- Portunus – Gott der Häfen
- Proserpina – Göttin der Erneuerung und als Gattin des Pluto Herrscherin der Unterwelt, gr. Persephone
- Quirinus – Gott der Quelle
- Robigus – Gottheit der Getreidekrankheiten wie Getreiderost
- Saturnus – Gott des Ackerbaus (Vater Jupiters), gr. Kronos
- Silvanus – Gott der Hirten und Wälder
- Sol – Sonnengott, gr. Helios
- Strenia – Göttin des neuen Jahres, der Gesundheit, der Tatkraft, des Fleißes
- Tellus – Gottheit der mütterlichen Erde, gr. Gaia
- Terminus – Gott der Grenzsteine
- Veiovis – „Anti-Jupiter“, Jupiter der Unterwelt, Gott der Sühne und der entlaufenen Verbrecher oder der Heilung
- Vertumnus – Gott des Wandels und der Veränderung
- Volturnus – Gott des Wassers und der Flüsse.

### Geisterwesen

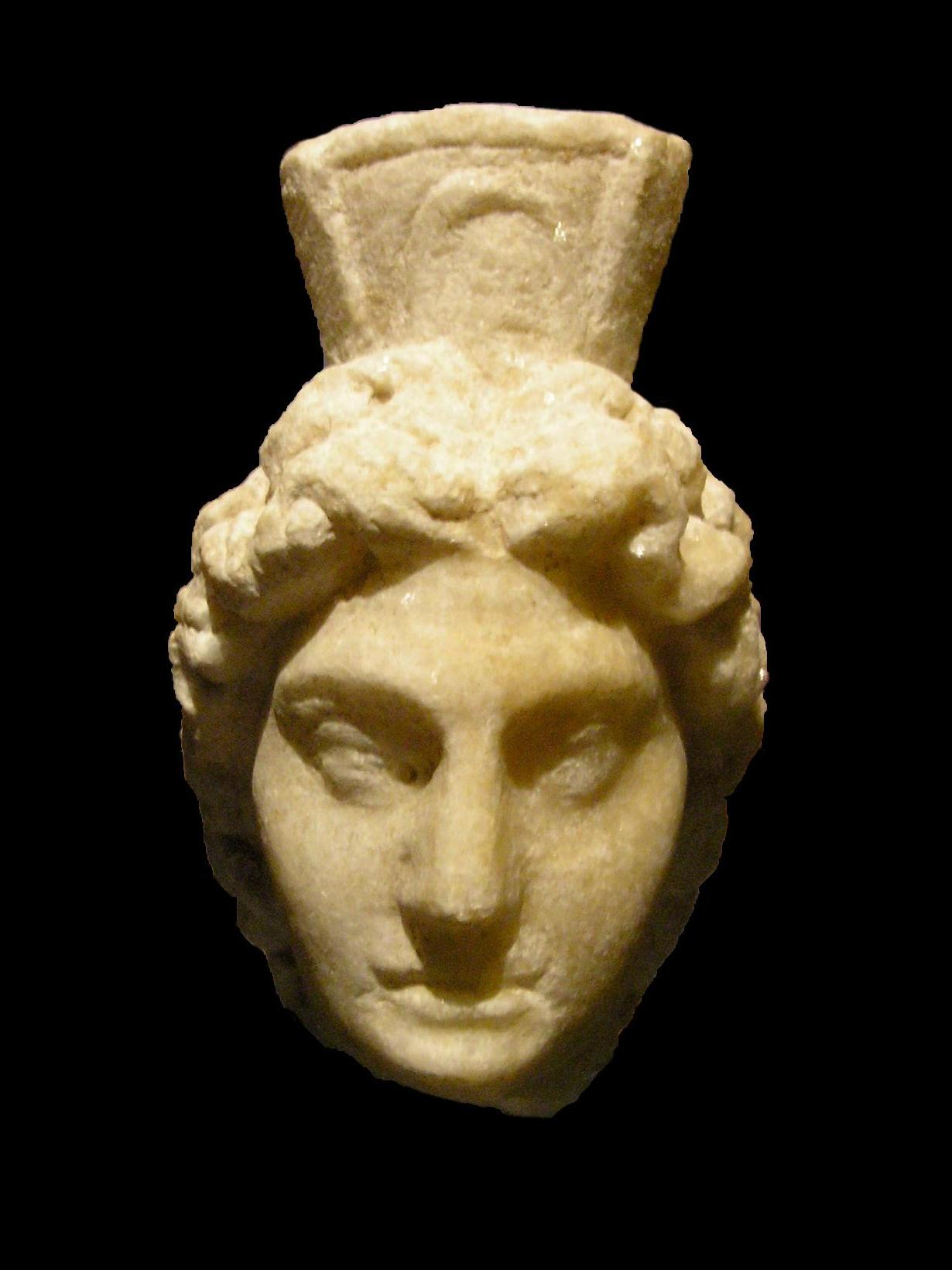
Geniuskopf aus dem 2. Jh. n. Chr., bei Vindobona gefunden

- Genius – persönlicher innerer Geist eines Mannes, der ihm die Zeugungsfähigkeit verleiht
- Laren – Schutzgötter oder Schutzgeister bestimmter Orte und Familien
- Penaten – Schutzgötter der Vorräte
- Manen – Geister der Toten, auch einige Unterweltgeister
- Lemures, Larvae – Geister von Verstorbenen.

### Personifikationen
- Aequitas – abwägen und ausgleichende Gerechtigkeit
- Aeternitas – Ewigkeit und dauerhafte politische Herrschaft
- Clementia – Milde, mit Palmenzweig und Opferschale
- Concordia – Eintracht und Einheit der Bürger Roms
- Discordia – Zwietracht und Streit
- Fama – Ruhm und Gerücht
- Fecunditas – Fruchtbarkeit, insbesondere der Kaiserinnen
- Felicitas – Glück, Glückseligkeit und Fruchtbarkeit
- Fides – Vertrauen, Treue und Eid
- Fortuna – Glücks- und Schicksalsgöttin
- Honos – kriegerischer Ruhm und Ehre
- Justitia – Gerechtigkeit
- Juventas – männliche Jugend
- Laetitia – Freudige Grundhaltung, Fröhlichkeit
- Liberalitas – Freigiebigkeit, geben ohne verpflichtet zu sein
- Libertas – Freiheit, für persönliche Rechtsfähigkeit römischer Bürger
- Nox – Nacht, der Unterwelt zugehörige Gestalt, gr. Nyx
- Pax – Frieden, auch Pax Romana
- Pudicitia – Schamhaftigkeit, eine sittsam in ihr Gewand gehüllte matrona
- Roma – Personifikation der Stadt Rom
- Salus – Wohlergehen, meist thronend mit Zepter, Schale und Schlange
- Securitas – Sicherheit, als Freiheit von Sorgen
- Somnus – Schlaf, gr. Hypnos
- Spes – Hoffnung, besonders auf Kinder und gute Ernte
- Tranquillitas –  Ruhe, im Sinn der Meeresstille oder der staatlichen Sicherheit
- Coelus, Sternbild Caelum – Personifikation des Himmels, gr. Uranos
- Virtus – soldatische Tapferkeit
- Victoria – Sieg, jungfräuliche Hüterin des Reiches, gr. Nike
- Terra/Tellus – Personifikation der Erde, gr. Gaia.

### Fremde Götter
- Magna Mater – Göttermutter, gr. Kybele
- Mithras – mythologische Personifizierung der Sonne
- Isis – Göttin der Geburt, der Wiedergeburt und der Magie
- Seth – Wüstengott, verbunden mit Stürmen und Unwettern
- Serapis – integrativer Reichsgott.